# Agnes Randolph
Pour les articles homonymes, voir Randolph.
Agnes Randolph ou Agnès de Dunbar (v. 1312–1369), aussi connue en tant que « Black Agnes » (Agnès la Noire), est une comtesse écossaise.
Elle est connue pour avoir défendu le château familial pendant l’absence de son époux, Patrick V, comte de March.

## Biographie
Agnes Randolph est la fille de Thomas Randolph, 1er comte de Moray, et Isabel Stewart of Bonkyll, elle-même fille de John Stewart of Bonkyll (en).

## Siège du château de Dunbar
Le siège a lieu dans les contexte d'un conflit lorsque Édouard Balliol, roi d'Écosse de 1332 à 1333, tente de prendre la couronne au roi David II d'Écosse, avec le soutien des Anglais.
Agnes Randolph défend avec succès le château de Dunbar tandis que son époux, Patrick V, comte de March, était parti à la guerre en 1337,. Le château a été assiégé par l'Anglais William Montagu du 13 janvier au 10 juin 1338.

### Sources
- Chicago, Judy. (2007). The Dinner Party: From Creation to Preservation. London: Merrell.  (ISBN 1-85894-370-1).